# 29 Arietis
29 Arietis (29 Ari / HD 15814 / HR 714) es una estrella de magnitud aparente +6,00 que, al carecer de denominación de Bayer, es conocida fundamentalmente por su número de Flamsteed.
Está situada en la constelación de Aries a sólo un minuto de arco de la eclíptica, el recorrido a través del cielo por donde discurre el Sol.
Se encuentra a 94 años luz del sistema solar.
29 Arietis es una estrella blanco-amarilla de tipo espectral F8V con una temperatura efectiva de 5938 K. A partir de la medida de su semidiámetro angular —0,255 milisegundos de arco—, se ha obtenido el valor de su diámetro real, siendo éste un 58% más grande que el del Sol.
Es una estrella semejante a γ Pavonis, 111 Tauri o HD 179949, y, en menor medida, al Sol, al que supera en luminosidad y masa.
29 Arietis posee una masa un 27% mayor que la masa solar, estimándose su edad en 3500 millones de años.
Su metalicidad, expresada como la abundancia relativa de hierro, es ligeramente superior a la del Sol ([Fe/H] = +0,05).
Su velocidad de rotación, de 6 km/s, es unas 3 veces más rápida que la del Sol.